# Karsay Orsolya
Karsay Orsolya (Budapest, 1944. szeptember 20. –) magyar klasszika-filológus, műfordító. A nyelvtudományok kandidátusa (1976).

## Életpályája
Szülei: Karsay Gyula és Dezső Eszter voltak. 1963–1968 között az Eötvös Loránd Tudományegyetem Bölcsészettudományi Kar görög-latin-magyar szakán tanult. 1972–1975 között a berlini Humboldt Egyetem hallgatója volt. 1980–1982 között tanulmányútom járt Görögországban. 1986 óta az Országos Széchényi Könyvtár Kézirattárának vezetője és tudományos tanácsadója volt. 
Az antikvitás és Bizánc kapcsolatával, az antikfordítás elvi és gyakorlati problémáival, görög írástörténettel és újgörög irodalommal foglalkozik.

## Díjai
- Marót Károly-díj